# Alcyon (bande dessinée)
Pour les articles homonymes, voir Alcyon.
Alcyon est une série de bande dessinée française écrite par Richard Marazano et dessinée par Christophe Ferreira. Ses trois volumes ont été publiés en 2014 et 2015 par  Dargaud.
Cette série d'aventure se déroule en Grèce antique. Elle met en scène deux enfants, Phoebe et Alcyon, qui recherchent le collier d'Harmnoei, un artefact magique permettant de faire cesser une malédiction qui menace leur tribu.

## Publications
- Alcyon, Dargaud :

1. Le Collier d'harmonie, 2014  (ISBN 978-2-205-07210-5)[2].
2. La Tentation de Midas, 2014  (ISBN 978-2-205-07282-2)[3].
3. Le Crépuscule des tyrans, 2015  (ISBN 978-2-205-07359-1)[4].